# Silvio Orlando
Silvio Orlando (ur. 30 czerwca 1957) – włoski aktor filmowy.

## Filmografia
- 1987: Kamikazen ultima notte a Milano jako Antonio Minichino
- 1991: II Portaborse jako Luciano Sandulli
- 1995: La Scuola jako Vivaldi
- 2002: El Alamein: Na linii ognia jako generał
- 2008: Ojciec Giovanny jako Michele Casali
- 2010: Genitori e figli. Istruzioni per I'uso jako Gianni
- 2016: Młody Papież jako Kardynał Voiello
- 2020: Nowy Papież jako Kardynał Voiello

## Nagrody i nominacje
Został uhonorowany Pucharem Volpiego dla najlepszego aktora, nagrodą im. Francesca Pasinettiego i dwukrotnie nagrodą David di Donatello, a także otrzymał nominację do Europejskiej Nagrody Filmowej i ośmiokrotnie do nagrody David di Donatello.